# Себеш (Муреш)
Себеш (рум. Sebeș) — село у повіті Муреш в Румунії. Входить до складу комуни Рушій-Мунць.
Село розташоване на відстані 293 км на північ від Бухареста, 48 км на північний схід від Тиргу-Муреша, 97 км на схід від Клуж-Напоки.

## Населення
За даними перепису населення 2002 року у селі проживали 176 осіб, усі — румуни. Усі жителі села рідною мовою назвали румунську.